# Parapsilogastrus heratyi
Parapsilogastrus heratyi is een vliesvleugelig insect uit de familie Eucharitidae. De wetenschappelijke naam is voor het eerst geldig gepubliceerd in 1999 door Narendran.